# Harpocras
Harpocras, ancien esclave affranchi, était le médecin de Pline le Jeune.

## Histoire
Harpocras, devenu médecin de Pline le Jeune était d'origine égyptienne et anciennement esclave, il fut affranchi par une pérégrine. Pline intervint auprès de Trajan afin que celui-ci accorde à Harpocras la citoyenneté romaine sans faire état de l'origine de Harpocras. Trajan, par amitié pour Pline, accepta rapidement, mais il s'avéra qu'en tant qu'Égyptien, il aurait dû obtenir d'abord la citoyenneté alexandrine et ensuite la romaine. Trajan, un peu courroucé et mis devant le fait accompli, accorda aussi « a posteriori » la citoyenneté alexandrine afin de régulariser la situation.